# 김병후
김병후(1956년 ~ )는 대한민국의 의사 겸 저술가이다. 

## 학력 및 경력
- 연세대학교 의과대학 학사
- 연세대학교 의과대학 외래 교수
- 이화여자대학교 의과대학 외래 교수

## 대외 활동
- 사단법인 행복가정재단 이사장
- 사단법인 한국가정법률상담소 이사
- 재단법인 청소년건강재단 상임이사
- 사단법인 한국웨딩플래너협회 고문